# گربه سیاه، گربه سفید
گربه سیاه، گربه سفید (به صربی: Crna mačka, beli mačor) فیلمی است محصول ۱۹۹۸ به کارگردانی امیر کوستوریتسا. این فیلم برنده جایزه شیر نقره‌ای بهترین کارگردانی از جشنواره فیلم ونیز شده است.

## خلاصه داستان
گرگا پیتیتس و زاریه که هر دو هشتاد و اندی ساله‌اند بیست و پنج سال است که یکدیگر را ندیده‌اند با این حال هنوز با هم دوستی دارند. پسر زاریه، ماتکو، سراغ گرگا می‌رود تا از او پول قرض کند. شریکش، دادان، که یک کولی تبهکار است سر ماتکو را کلاه می‌گذارد. ماتکو ناچار می‌شود پسرش، زاره، را به عقد خواهر کوچک دادان دربیاورد اما عروس و داماد هیچ علاقه‌ای به همدیگر ندارند. زاره عاشق دختر خوشگلی به نام آیدا می‌شود که در بار کار می‌کند. زاریه می‌میرد و به نظر می‌رسد مرگ او عروسی نوه را به هم خواهد زد. اما دادان جسد زاریه را در انباری پنهان می‌کند…

## تولید
دوسال پس از آن که کوستوریتسا اعلام کرد خیال دارد فیلمسازی را کنار بگذارد، عهد خود را شکست و تصمیم گرفت مستندی به نام موسیقی آکروباتیک بسازد که به موضوع موسیقی کولیها می‌پرداخت اما هر چه بیشتر پیش رفت دریافت مایل است روایت خودش را نیز به داستان اضافه کند. به این ترتیب، مستند موسیقی آکروباتیک به فیلمی داستانی به نام گربه سیاه، گربه سفید تبدیل شد.